# Julian P. Hume
Julian Pender Hume (* 3. března 1960) je anglický paleontolog, umělec a spisovatel. Jeho specializací je dronte mauricijský, ale zaměřuje se i na ostatní novodobě vyhynulou faunu, a to nejen z ostrova Mauricius.

## Život a činnost
Narodil se 3. března 1960 v Ashfordu v hrabství Kent v jihovýchodní části Anglie. Už jako chlapec vykazoval umělecké nadání a jako kreslíř-samouk umělecky rekonstruoval vyhynulé živočišné druhy. Vyrůstal v Portsmouthu, kde později absolvoval paleontologii na tamní univerzitě. Následně získal doktorát v Přírodopisném muzeu v Londýně. V současné době pracuje jako výzkumný pracovník zaměřující se na subfosilní pozůstatky ptáků a plazů.
Podnikl mnoho expedic na Kapverdy, ostrov Lorda Howea, Tasmánii, ostrov Flinders, ostrov King, Klokaní ostrov, dále do Austrálie, na Madagaskar, Seychely a Havajské ostrovy. Hlavním zájmem Juliana P. Humeho je však Maskarénské souostroví: Mauricius, Réunion a Rodrigues, kde se zabýval mj. drontem mauricijským.

## Mediální činnost
Julian P. Hume se objevil v pořadu Extinct (Vyhynulí tvorové) z roku 2001 v první epizodě The Dodo (Dodo), kde představil svůj názor na ekologii, chování a příčiny vyhynutí dronta mauricijského.

## Galerie

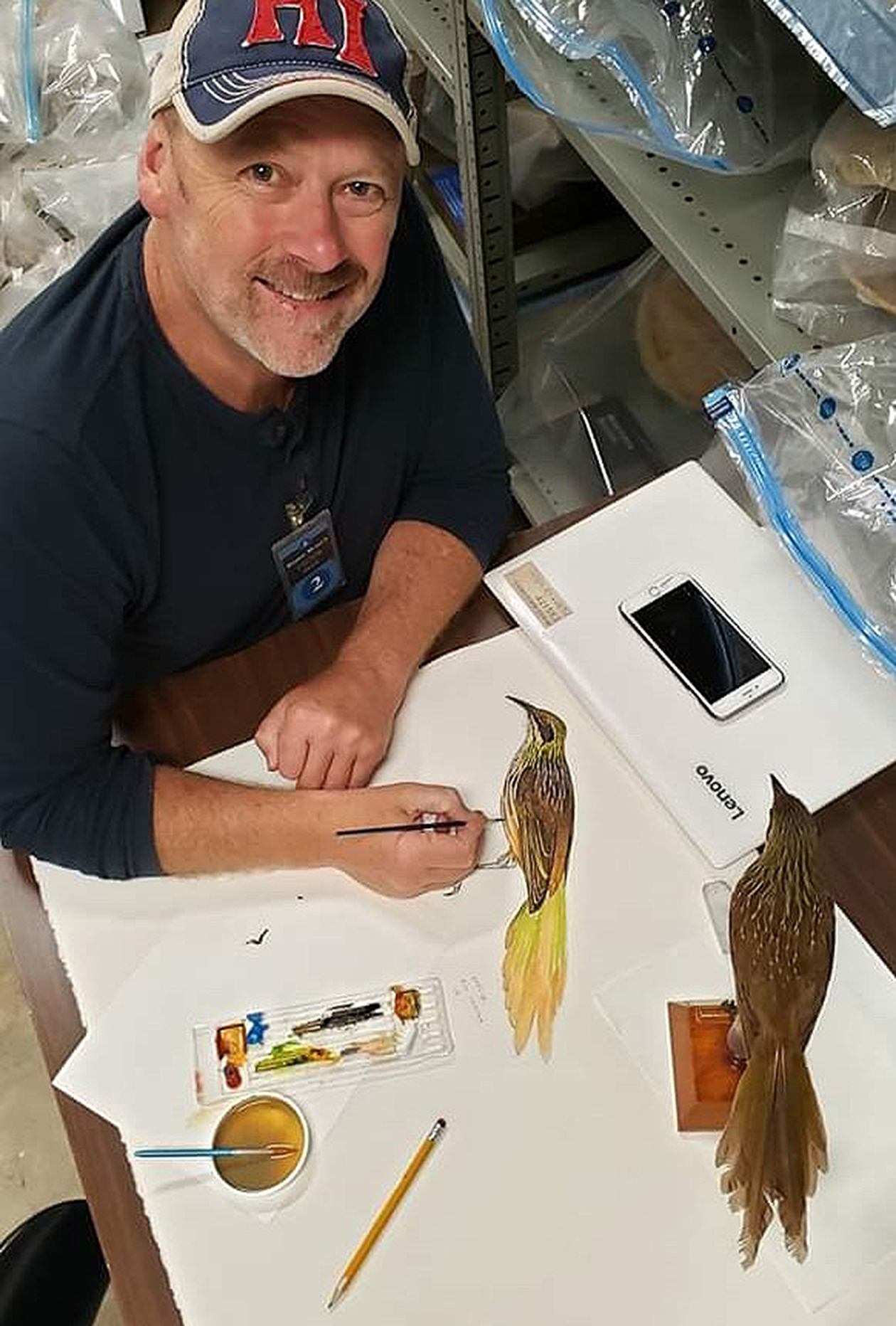
Julian P. Hume při ilustraci vyhynulého mohoa pruhobřichého ( Chaetoptila angustipluma)
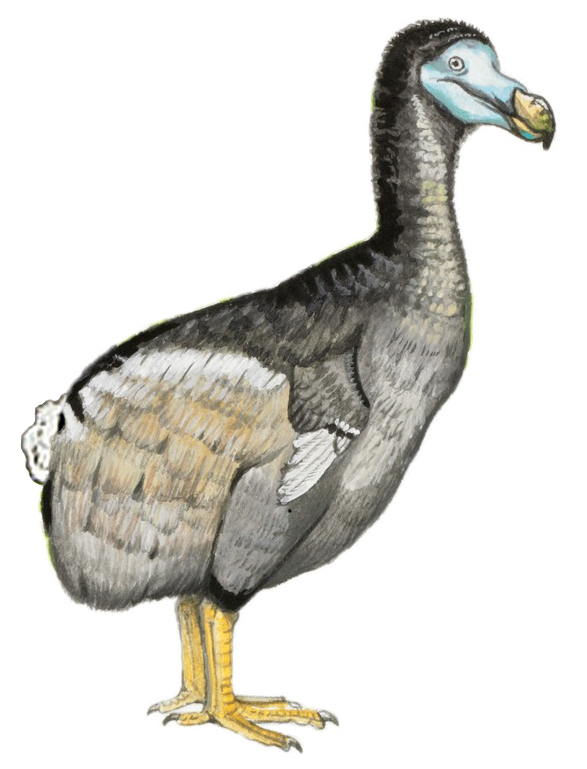
dronte mauricijský
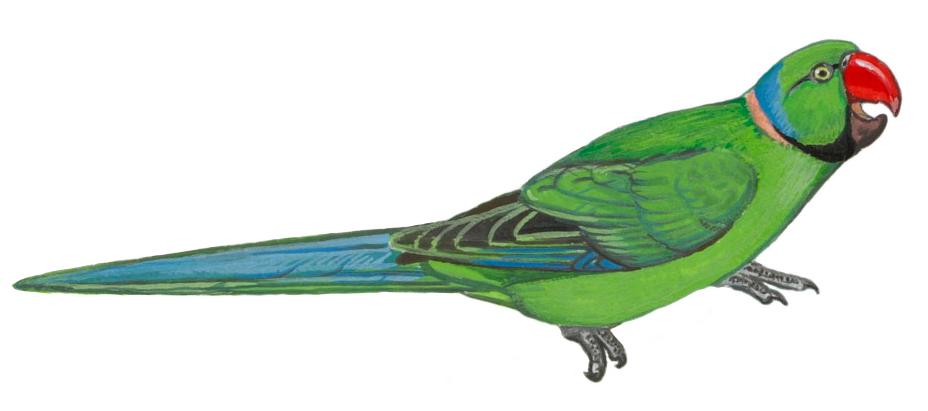
alexandr mauricijský
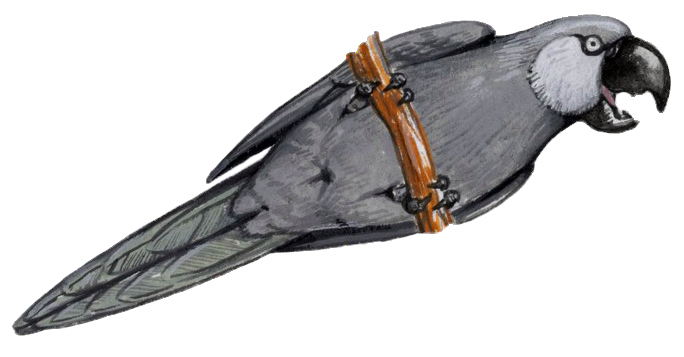
papoušek Bensonův
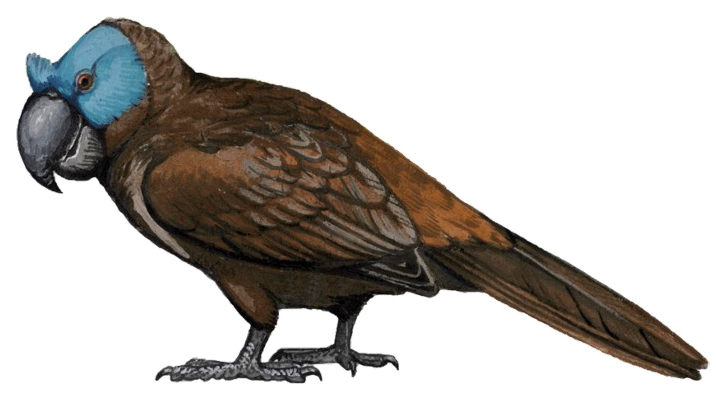
papoušek širokozobý
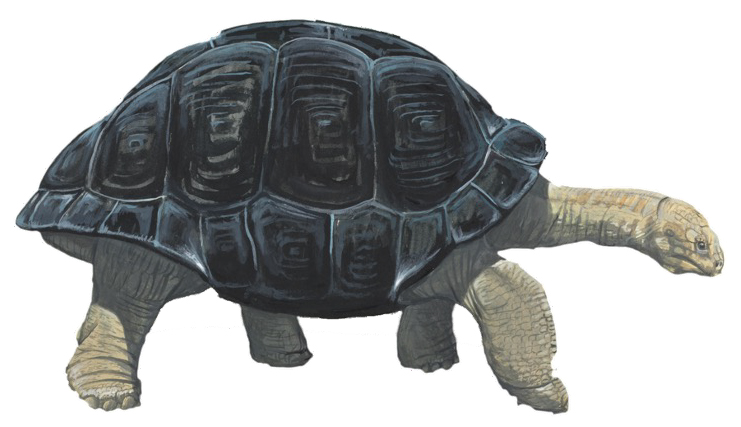
želva nejapná / mauricijská (Cylindraspis inepta)
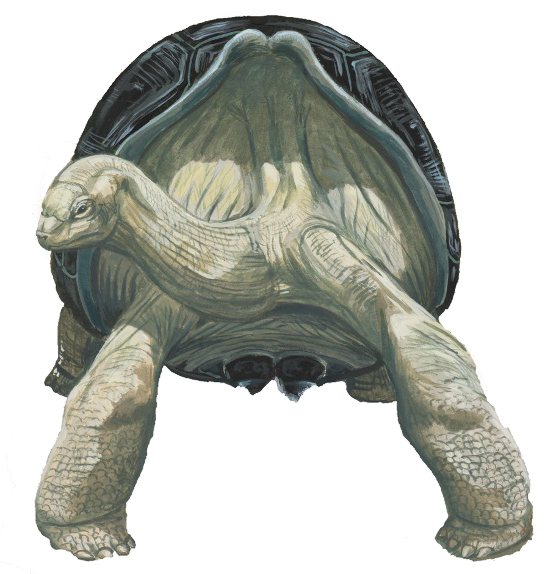
suchozemská želva Cylindraspis triserrata
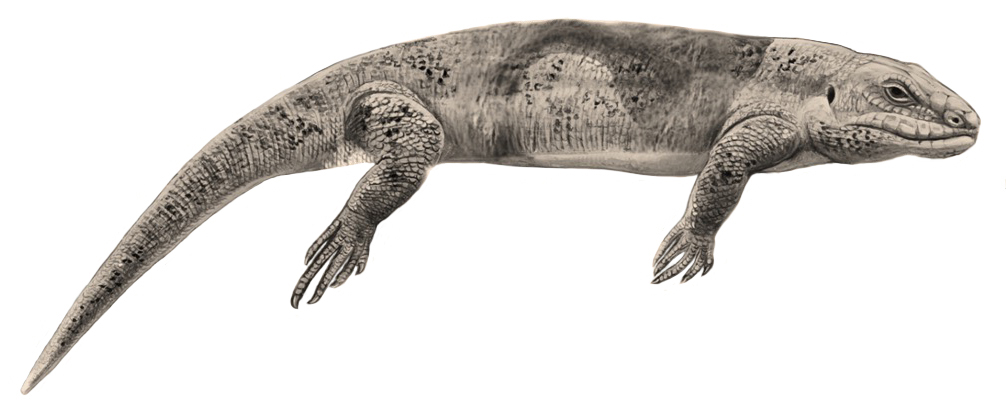
mauricijský scink druhu Leiolopisma mauritiana
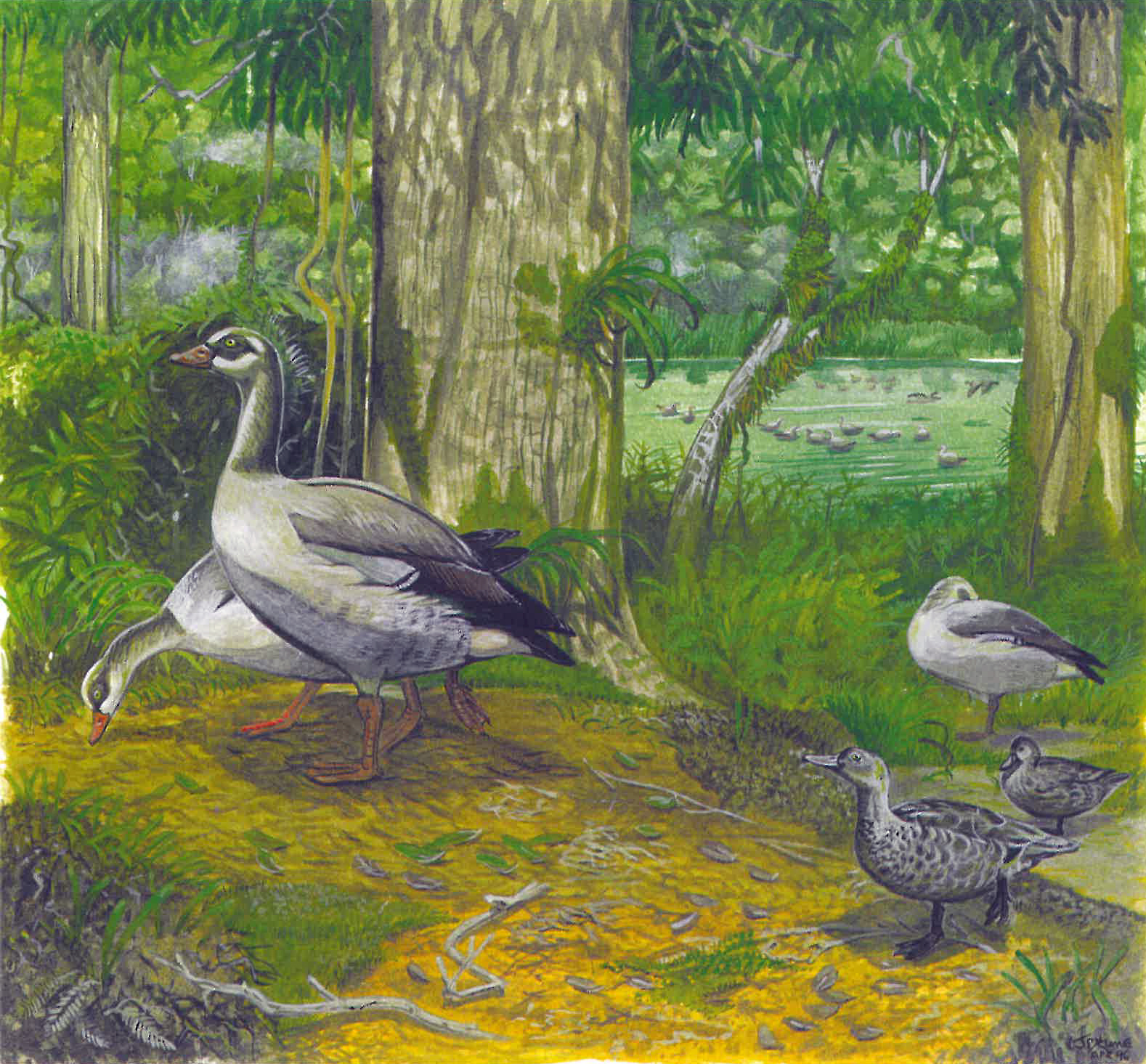
husice druhů Alopochen kervazoi, obývající Réunion, a Anas theodori